# Анадолско съкровище
Анадолското съкровище (на руски: Анадольский клад) е находка от над 1000 антични, предимно македонски златни монети, открита през 1895 г. край бесарабското село Анадолка, днешна Украйна.
Запазената част от съкровището се съхранява в Ермитажа в Санкт Петербург, Русия.

## Откриване
Съкровището е открито на 23 януари 1895 година от четирима жители на Анадолка. При добив на камъни те попадат на меден съд, пълен с монети. Двама от тях продават своя дял от монетите на жител на Рени, който по-късно заявява пред полицията, че ги е намерил в градината си. Първоначално съкровището е наречено „Бесарабско съкровище от град Рени“, но след като се установява истинският му произход, това е коригирано на „Анадолско съкровище“.